# Bulbostylis abortiva
Bulbostylis abortiva är en halvgräsart som först beskrevs av Ernst Gottlieb von Steudel, och fick sitt nu gällande namn av Charles Baron Clarke. Bulbostylis abortiva ingår i släktet Bulbostylis och familjen halvgräs. Inga underarter finns listade i Catalogue of Life.